# Nuoto ai campionati mondiali di nuoto 2024 - Staffetta 4x200 metri stile libero femminile
La gara della staffetta 4x200 metri stile libero femminile dei campionati mondiali di nuoto 2024 si è svolta il 15 febbraio 2024 presso l'Aspire Dome di Doha.

## Podio
| Pos.    | Nazione       | Atleta                                                                   |
| ------- | ------------- | ------------------------------------------------------------------------ |
| Oro     | Cina          | Ai Yanhan Gong Zhenqi Li Bingjie Yang Peiqi Ma Yonghui                   |
| Argento | Gran Bretagna | Freya Colbert Abbie Wood Lucy Hope Medi Harris                           |
| Bronzo  | Australia     | Brianna Throssell Shayna Jack Abbey Harkin Kiah Melverton Jaclyn Barclay |

## Record
Prima della manifestazione il record del mondo (RM) e il record dei campionati (RC) erano i seguenti.
|  | 7'37"50 | Australia | 27 luglio 2023 Fukuoka |
|  | 7'37"50 | Australia | 27 luglio 2023 Fukuoka |

Durante la competizione non sono stati migliorati record.

## Programma
| Data             | Ora (UTC+3) | Turno    |
| ---------------- | ----------- | -------- |
| 15 febbraio 2024 | 10:44       | Batterie |
| 15 febbraio 2024 | 20:45       | Finale   |

## Risultati

### Batterie
| Pos. | Batteria | Corsia | Nazione       | Atleta | Tempo       | Note |
| ---- | -------- | ------ | ------------- | --- | ----------- | ---- |
| 1    | 2        | 5      | Cina          | Yang Peiqi (1'57"57) Ma Yonghui (1'59"18) Gong Zhenqi (1'59"01) Li Bingjie (1'58"62)                                 | 7'54"38     | Q    |
| 2    | 1        | 2      | Nuova Zelanda | Eve Thomas (1'59"07) Erika Fairweather (1'56"16) Summer Osborne (2'02"11) Laticia Transom (1'57"63)                  | 7'54"97     | Q    |
| 3    | 2        | 3      | Canada        | Emma O'Croinin (1'59"08) Sienna Angove (1'58"26) Katerine Savard (1'59"60) Ella Jansen (1'59"13)                     | 7'56"07     | Q    |
| 4    | 1        | 6      | Brasile       | Stephanie Balduccini (1'59"90) Gabrielle Roncatto (1'59"00) Aline Rodrigues (1'59"50) Maria Fernanda Costa (1'58"72) | 7'57"12     | Q    |
| 5    | 2        | 6      | Ungheria      | Lilla Ábrahám (2'00"08) Dóra Molnár (1'59"78) Ajna Késely (1'59"70) Nikolett Pádár (1'57"90)                         | 7'57"46     | Q    |
| 6    | 1        | 5      | Gran Bretagna | Freya Colbert (1'59"89) Abbie Wood (1'58"40) Lucy Hope (2'00"37) Medi Harris (1'59"52)                               | 7'58"18     | Q    |
| 7    | 2        | 4      | Australia     | Kiah Melverton (1'59"54) Abbey Harkin (1'59"97) Jaclyn Barclay (2'01"95) Brianna Throssell (1'56"73)                 | 7'58"19     | Q    |
| 8    | 1        | 3      | Paesi Bassi   | Imani de Jong (2'00"58) Yara van Kalmthout (2'01"75) Silke Holkenborg (2'01"32) Marrit Steenbergen (1'54"98)         | 7'58"63     | Q    |
| 9    | 2        | 2      | Francia       | Lucile Tessariol (1'59"22) Assia Touati (2'00"03) Océane Carnez (1'59"66) Giulia Rossi-Bene (2'00"36)                | 7'59"27     |      |
| 10   | 1        | 7      | Italia        | Sofia Morini (1'59"33) Giulia Ramatelli (2'00"30) Emma Menicci (2'00"65) Giulia D'Innocenzo (1'59"91)                | 8'00"19     |      |
| 11   | 1        | 4      | Stati Uniti   | Addison Sauickie (1'59"39) Kayla Han (1'59"79) Kate Hurst (2'00"38) Rachel Klinker (2'02"41)                         | 8'01"97     |      |
| 12   | 1        | 8      | Turchia       | Ela Naz Özdemir (2'00"52) Gizem Güvenç (2'01"04) Merve Tuncel (2'02"26) Ecem Dönmez (2'01"39)                        | 8'05"21     |      |
| 13   | 1        | 1      | Austria       | Iris Julia Berger (2'00"64) Marlene Kahler (2'01"51) Lena Opatril (2'02"97) Lena Kreundl (2'00"88)                   | 8'06"00     |      |
| 14   | 2        | 7      | Corea del Sud | Han Da-kyung (2'02"01) Hur Yeon-kyung (2'00"08) Kim Seo-yeong (1'59"42) Park Su-jin (2'04"89)                        | 8'06"40     |      |
| 15   | 2        | 8      | Belgio        | Valentine Dumont (1'58"43) Camille Henveaux (2'01"32) Lucie Hanquet (2'04"03) Lotte Vanhauwaert (2'02"78)            | 8'06"56     |      |
| 16   | 2        | 9      | Slovenia      | Janja Šegel (1'59"30) Katja Fain (2'02"49) Neža Klančar (2'03"75) Hana Sekuti (2'03"78)                              | 8'09"32     |      |
| 17   | 1        | 0      | Grecia        | Artemis Vasilaki (2'02"50) Zacharoula Kalogeri (2'02"74) Maria Zafeiratou (2'04"04) Anastasia Boutou (2'04"31)       | 8'13"59     |      |
| 18   | 2        | 1      | Hong Kong     | Gilaine Ma (2'06"52) Li Sum Yiu (2'12"82) Nip Tsz Yin (2'10"66) Mok Sze Ki (2'07"41)                                 | 8'37"41     |      |
| DNS  | 2        | 0      | Filippine     | Non partite | Non partite |      |

### Finale
| Pos. | Corsia | Nazione       | Atleta | Tempo   | Note |
| ---- | ------ | ------------- | --- | ------- | ---- |
|      | 4      | Cina          | Ai Yanhan (1'57"65) Gong Zhenqi (1'58"84) Li Bingjie (1'54"59) Yang Peiqi (1'56"18)                                  | 7'47"26 |      |
|      | 7      | Gran Bretagna | Freya Colbert (1'57"14) Abbie Wood (1'56"65) Lucy Hope (1'58"71) Medi Harris (1'58"40)                               | 7'50"90 |      |
|      | 1      | Australia     | Brianna Throssell (1'56"87) Shayna Jack (1'57"61) Abbey Harkin (1'58"92) Kiah Melverton (1'58"01)                    | 7'51"41 |      |
| 4    | 6      | Brasile       | Maria Fernanda Costa (1'57"30) Stephanie Balduccini (1'57"64) Aline Rodrigues (1'59"73) Gabrielle Roncatto (1'58"04) | 7'52"71 |      |
| 5    | 5      | Nuova Zelanda | Erika Fairweather (1'56"37) Laticia Transom (1'58"41) Eve Thomas (1'58"65) Caitlin Deans (1'59"59)                   | 7'53"02 |      |
| 6    | 3      | Canada        | Rebecca Smith (1'58"70) Emma O'Croinin (1'58"83) Sienna Angove (1'58"59) Taylor Ruck (1'59"59)                       | 7'55"71 |      |
| 7    | 8      | Paesi Bassi   | Imani de Jong (2'00"56) Silke Holkenborg (2'00"95) Marrit Steenbergen (1'54"89) Janna van Kooten (1'59"44)           | 7'55"84 |      |
| 8    | 2      | Ungheria      | Nikolett Pádár (1'57"06) Lilla Ábrahám (2'00"51) Dóra Molnár (1'59"21) Ajna Késely (1'59"80)                         | 7'56"58 |      |